# Benjamin Heywood
Benjamin Heywood (12 décembre 1793-11 août 1865) est un banquier et philanthrope britannique.

## Jeunesse
Benjamin Heywood est né le 12 décembre 1793 à St Ann's Square, Manchester. Il est le petit-fils de Thomas Percival, le fils de Nathaniel Heywood et Ann Percival, le frère de Thomas Heywood (historien) (en) et James Heywood, et le neveu de Samuel Heywood. Il vit à "Claremont" au nord-ouest du centre-ville à Irlams o' th' Height . Il est diplômé de l'Université de Glasgow.

## Carrière
Heywood entre dans la banque de son père, devenant associé en 1814 et propriétaire unique en 1828. Il est passionné par l'éducation ouvrière et est l'un des fondateurs du Manchester Mechanics' Institute, dont il est le président de 1825 à 1840. Heywood est brièvement député du Lancashire de 1831 à 1832, recevant son titre de baronnet en reconnaissance de son travail en faveur du projet de loi de réforme de 1832. Il est également actif dans la Manchester Statistical Society . Il devient membre de la Royal Society en 1843.

## Vie privée
La famille a une forte affinité avec la région du sud du Derbyshire et du Staffordshire et achète une retraite d'été à Dove Leys, près de Denstone.
Il est le père de :
- Sir Thomas Percival Heywood, 2e baronnet
- Oliver Heywood
- RH Heywood.